# Ceromella focki
Ceromella focki är en spindeldjursart som först beskrevs av Kraepelin 1914.  Ceromella focki ingår i släktet Ceromella och familjen Ceromidae. Inga underarter finns listade i Catalogue of Life.